# Himalayacetus
Himalayacetus subathuensis es una especie de cetáceo extinguido de la familia de los ambulocétidos que vivió en el Eoceno viviendo hace 53.5-48.6 millones de años.
Se han encontrado sus fósiles en la India en la antigua línea costera del mar de Tetis, antes de que la Placa Índica hubiera colisionado con la costa cimmeria. Un único fósil fue hallado en los Himalayas, a los que debe su nombre.

## Taxonomía
Himalayacetus fue nombrado por Bajpai y Gingerich (1998). La especie tipo es Himalayacetus subathuensis. Esta fue considerado como monofilético por Uhen (2010). Fue asignado a la familia Pakicetidae por Bajpai y Gingerich (1998) y por McLeod y Barnes (2008); y a Ambulocetidae por Thewissen et al. (2001) y Uhen (2010).